# Matthew Murray (Ingenieur)

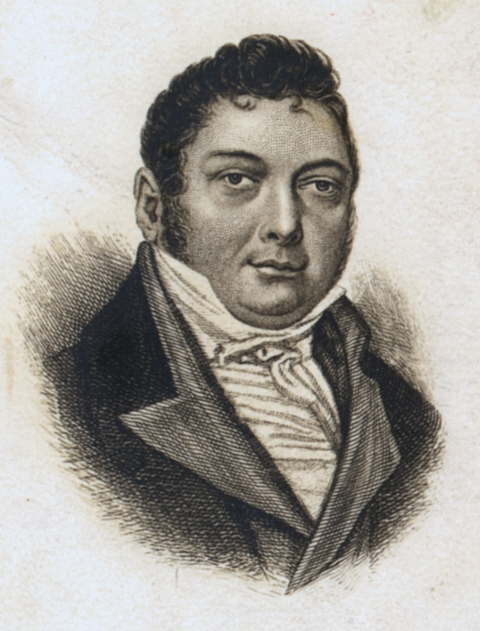
Mattew Murray

Matthew Murray (* 1765; † 20. Februar 1826) war ein englischer Ingenieur und Produzent von Dampfmaschinen und Werkzeugmaschinen. Er konstruierte die erste kommerziell erhältliche Dampflokomotive, die Salamanca im Jahre 1812. Außerdem konstruierte er auch Textilmaschinen.

## Frühe Jahre
Über die frühen Jahre von Matthew Murray ist nur wenig bekannt. Geboren wurde er in Newcastle upon Tyne im Jahre 1765. Er verließ die Schule im Alter von vierzehn und machte danach eine Lehre als Schmied oder Blechschmied. 1885 beendete er seine Lehrzeit und heiratete Mary Thompson (1764–1836) aus Whickham in der Grafschaft Durham. Im folgenden Jahr zog er nach Stockton-on-Tees (Stockton) und begann als Mühlenbauer zu arbeiten bei der Flachsmühle von John Kendrew, einer Mühle in Darlington die Leinen produzierte. Dort wurde auch die maschinelle Herstellung von Leinen erfunden.
Murray hatte zusammen mit seiner Frau Murray drei Töchter und einen Sohn, der ebenfalls Matthew hieß.

## Leeds
1789 zog Murray mit seiner Familie nach Leeds, da die Flachsmühle in Darlington Handelsdefizite aufwies. In Leeds arbeitete Murray für den Industriellen John Marshall, der ein bekannter Flachsproduzent werden sollte. Marschall hatte eine kleine Mühle gemietet bei Adel in der Nähe von Leeds, um dort Flachs herzustellen, aber auch um eine bereits existierende Spinnmaschine für Flachs mit Hilfe von Murray nachzubauen. Murray benötigte mehrere Versuche, um eine zufriedenstellende Maschine zu konstruieren. Bei frühen Modellen brachen während des Herstellungsprozesses die Flachsfasern. Die neue Maschine ermöglichte Marshall den Bau einer neuen Mühle bei Holbeck im Jahre 1791, für die Murray verantwortlich war. Der gesamte Betrieb beinhaltete auch einige der Flachs-Spinnmaschinen von Murray, die er 1790 patentieren ließ. 1793 erhielt er ein Patent für die Konstruktion von Instrumenten und Maschinen zum Spinnen von faserigen Werkstoffen. Sein Patent enthielt eine Kardiermaschine und eine neue Spinnmaschine, mit der Flachs nass gesponnen wurde. Diese neue Technologie revolutionierte den Flachshandel. Murray hielt die Maschinen instand und erreichte einige Verbesserungen. Anscheinend erwarb er sich das Vertrauen von Marshall, denn zu diesem Zeitpunkt war Murray wahrscheinlich technischer Leiter bei der Mühle.

## Fenton, Murray and Wood
Die Industrie in Großraum Leeds entwickelte sich schnell und bald wurde klar, dass dies eine ausgezeichnete Möglichkeit war für Ingenieure und Mühlenbauer Unternehmen zu gründen. 1795 ging Murray deshalb eine Partnerschaft ein mit David Wood (1761–1820) und baute eine Fabrik in Mill Green, bei Holbeck. Im Umland gab es mehrere Mühlen die von dem neuen Unternehmen mit Maschinen beliefert wurden. Das Unternehmen wuchs schnell, sodass sie 1797 umzog nach Water Lane, ebenfalls bei Holbeck. Dort wurden zwei neue Partner aufgenommen: James Fenton, der vormals Marshalls Partner war, und William Lister, ein Mühlenbauer aus Bramley einem Ort in der Nähe von Leeds. Das Unternehmen wurde bekannt als Fenton, Murray and Wood. Murray war der Erfinder und zuständig für Bestellungen, Wood kümmerte sich um das Tagesgeschäft in der Fabrik und Fenton war der Buchhalter.

## Bau von Dampfmaschinen

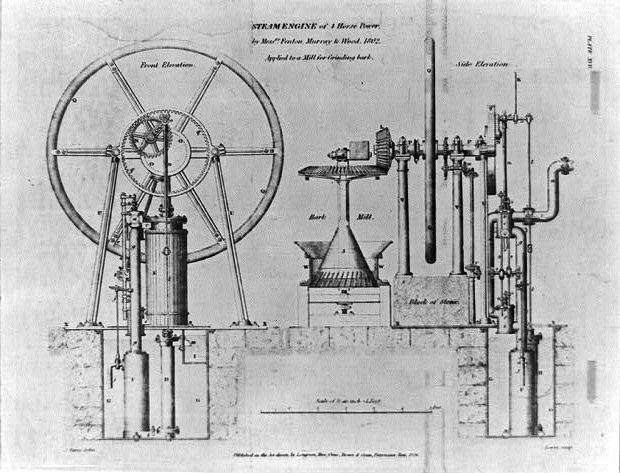
Technische Zeichnung einer Dampfmaschine mit etwa 4 PS (4hp) von Fenton, Murray & Wood, 1802 angewendet bei einer Mühle zum Mahlen von Rinde, von Joseph Wilson Lowry und John Farey.

Das Unternehmen belieferte zwar nach wie vor die Textilindustrie, aber Murray begann über Verbesserungen bei Dampfmaschinen nachzudenken. Er wollte sie vor allem einfacher, leichter und kleiner machen. Außerdem wollte er, dass die Dampfmaschine eine in sich geschlossene Einheit wird, die mit voraussagbarer Genauigkeit vor Ort zusammengebaut werden kann. Viele der damals existierenden Dampfmaschinen litten unter fehlerhafter Montage, die nur aufwendig zu korrigieren war. James Pickard hatte bereits ein Patent zur Umwandlung der hin- und hergehenden Zylinderbewegung in eine Drehende bewegung mittels Kurbel und Schwungrad, sodass dies für Murray nicht mehr in Frage kam. Murray löste das Problem durch die Konstruktion eines hypozykloiden Getriebes. Murrays Variante bestand aus einem großen innenverzahnten Zahnrad, das fest montiert war. Im Inneren lief ein außenverzahntes Zahnrad mit dem halben Durchmesser des großen Rades. Das innere Rad wurde über ein Pleuel vom Kolben des Zylinders angetrieben. Dadurch wurde die lineare Bewegung des Zylinders in eine rotierende des kleinen Zahnrades umgewandelt. Die Lagerung des kleinen Rades war mit einer Kurbel verbunden, die zur Welle eines Schwungrades führte. Murray gelang es durch seine Konstruktion, die Dampfmaschinen kleiner und leichter zu bauen. Nachdem Pickards Patent ausgelaufen war, ging Murray jedoch zu dessen Lösung über.
1799 erfand William Murdock, der für Boulton & Watt – der Firma von James Watt – arbeitete, eine neue Art von Armatur für Dampfmaschinen, die es dem Dampf erlaubte, zunächst von oben auf den Kolben zu drücken und danach von unten. Murray verbesserte diese Armatur, indem er die Ventile mit einem exzentrischen Getriebe verband, das an die Welle der Maschine angeschlossen war, um sie so zu öffnen und zu schließen.
Murray ließ ebenfalls eine automatische Rauchabzugsklappe für Öfen patentieren, die den Rauchabzug in Abhängigkeit vom Druck im Kessel regelte. Zudem konstruierte er einen Trichter, der automatisch den Brennstoff in die Brennkammer zuführte. Er war der Erste, der die horizontale Ausrichtung des Kolbens bei Dampfmaschinen übernahm. Murray erwartete von seinen Mitarbeitern hohes handwerkliches Geschick und Können, was dazu führte, dass das Unternehmen sehr präzise Maschinen bauen konnte. Er konstruierte eine spezielle Hobelmaschine, die zur Bearbeitung von Ventilen genutzt wurde. Anscheinend wurde diese Hobelmaschine in einem separaten Raum aufgestellt, der nur für wenige Mitarbeiter zugänglich war.
Die Dampfmaschine von Murray mit Hypozykloidengetriebe im Museum von Birmingham ist die drittälteste, funktionierende Dampfmaschine der Welt und die älteste mit einem Hypozykloidengetriebe.

## Neue Fabrik

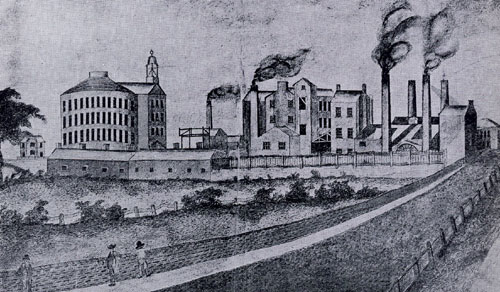
Zeichnung der „Round Foundry“ (links) um 1800

Wegen der hochqualitativen Dampfmaschinen, stiegen die Verkaufszahlen sehr schnell und eine neue Montagehalle wurde erworben. Murray konstruierte sie selbst und baute ein rundes, dreistöckiges Gebäude das als Round Foundry (Runde Gießerei) bekannt wurde. In ihrem Zentrum stand eine Dampfmaschine die sämtliche Maschinen im Gebäude antrieb. Murray baute auch für sich selbst ein Haus in der Umgebung. Die Konstruktion war wegweisend, da jeder einzelne Raum beheizt wurde durch Rohre durch die Dampf geleitet wurde. Deshalb wurde es in der näheren Umgebung bekannt als Steam Hall (Dampfhalle).

## Konkurrenz mit Boulton und Watt
Der Erfolg den die Firma Fenton, Murray & Wood genoss, wegen ihrer hochqualitativen Handwerkskunst zog die Aufmerksamkeit der Wettbewerber Boulton & Watt auf sich. Diese entsandte die Angestellten William Murdoch und Abraham Storey zu Murray, vordergründig wegen eines Höflichkeitsbesuches, in Wahrheit jedoch um Murrays Fabrik und seine Produktionsmethoden auszuspionieren. Murray hieß sie närrischerweise Willkommen und zeigte ihnen die gesamte Fabrik. Die beiden Besucher informierten ihren Arbeitgeber, dass Murrays Gussstücke und Schmiedestücke den eigenen deutlich überlegen waren. Boulton & Watt unternahm einige Anstrengunge um Murrays Produktionsmethoden zu übernehmen. Es gab ebenfalls einen Versuch von Boulton & Watt durch Bestechung von Murrays Angestellten an weitere Informationen zu gelangen. Letztendlich kaufte James Watt jun. Grundstücke in der Nähe von Murrays Fabrik um sie von einem weiteren Ausbau der Fabrik abzuhalten.
Boulton & Watt ging erfolgreich gegen zwei von Murrays Patente vor. Das Patent von 1801 für die Verbesserung einer Luftpumpe und anderen Innovationen sowie dasjenige von 1802 für eine in sich geschlossene, kompakte Maschine mit einem neuartigen Ventil. In beiden Fällen beging Murray den Fehler zu viele Innovationen in einem Patent zu vereinen, da das gesamte Patent hinfällig war, wenn auch nur ein Teil der Innovationen eine Patentverletzung darstellte.
Trotz der Tätigkeiten von Boulton & Watt wurde Fenton, Murray & Wood ein ernsthafter Konkurrent der viele Bestellungen erhielt.

## Dampflokomotiven

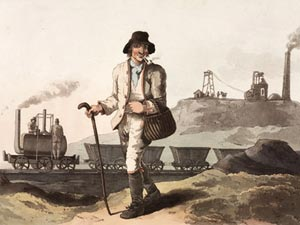
The Collier (Der Kohlebergmann), Tuschätzung von Robert Havell nach George Walker, 1814 veröffentlicht, aus Costumes of Yorkshire, zeigt Blenkinsop's Zahnradbahn und die Salamanca auf der Middleton Railway. Es handelt sich um das älteste bekannte Bild eines Dampfzuges.

1812 versorgte Murrays Firma John Blenkinsop, den Manager einer Kohlegrube in Middleton in der Nähe von Leeds mit der ersten Zwei-Zylinder-Dampflokomotive Salamanca. Es war zudem die erste kommerziell erfolgreiche Dampflokomotive.
Der Doppelzylinder war Murrays Erfindung. Er zahlte Gebühren (Royaltys) an Richard Trevithick zur Nutzung seines Patentes für ein Hochdruck-Dampfsystem. Murray konnte die Konstruktion durch die Nutzung von zwei Zylindern weiter verbessern, wodurch der Antrieb gleichmäßiger lief.
Auf den Gusseisernen Schienen konnten nur leichte Lokomotiven fahren, da andernfalls die Schienen brachen. Die Nutzlast war daher stark begrenzt. John Blenkinsop erhielt 1811 ein Patent auf ein Zahnrad und die Konstruktion einer Zahnradbahn. Das Zahnrad in der Lokomotive wurde durch Pleuel angetrieben und griff in Zahnstangen ein, die sich zwischen den Schienen befanden. Blenkinsops Bahn war somit die erste Zahnradbahn und hatte eine Spurweite von 1.245 mm (4 Fuß 1 Zoll).
Ungefähr 1819 wurde das System umgestellt auf Schienen aus Temperguss. Der Zahnstangenantrieb wurde daher überflüssig, abgesehen von Anwendungen bei Gebirgsbahnen. Damals ermöglichte die Zahnradbahn jedoch den Transport von Gütern deren Gewicht mindestens das 20fache des Eigengewichts der Bahn betrug. Die Salamanca war so erfolgreich, dass Murray drei weitere Modelle baute. Eine davon wurde bekannt als Lord Wellington, benannt nach dem zeitgenössischen, britischen Politiker und Feldherrn Lord Wellington, eine weitere wurden angeblich Prince Regent genannt (Prinzregent) und Marquis Wellington (Herzog von Wellington). Für die letzten beiden Namen gibt es aber keine zeitgenössischen Quellen. Die dritte Lokomotive war ursprünglich für Middleton geplant, wurde aber auf Blenkinsops Wunsch hin nach Kenton geschickt zu einer anderen Kohlegrube in der Nähe von Newcastle upon Tyne. Dort wurde sie anscheinend als Willington bezeichnet. Sie wurde dort von George Stephenson gesehen, der sie als Vorbild nahm für seine eigene Lokomotive Blücher. Er verzichtete jedoch auf den Zahnstangenantrieb, sodass sie weniger effizient war.

## Schiffsantriebe
1811 baute das Unternehmen Murrays ein Trevithick-Muster einer Hochdruck-Dampfmaschine für John Wright, einem Quaker aus Great Yarmouth bei Norfolk. Die Maschine wurde in den Raddampfer l'Actif eingebaut, das von Yarmouth auslief. Bei diesem Schiff handelt es sich um ein Kaperschiff, dass von der Royal Navy erbeutet und an John Wright weiterverkauft wurde, der den ursprünglichen Logger in ein Dampfschiff umbaute. Schaufelräder wurden angebracht die durch die neue Maschine angetrieben wurden. Das Schiff wurde umbenannt in Experiment. Der Antrieb war sehr erfolgreich und wurde schließlich auf ein anderes Boot verbracht mit Namen Courier.
1816 erhielt der US-Konsul in Liverpool, Francis B. Ogden, einen Zweizylinderschiffsantrieb aus Murrays Unternehmen. Ogden ließ sich die Konstruktion in Amerika als eigene Idee patentieren. Die Konstruktion wurde häufig kopiert und wurde genutzt um die Mississippi-Dampfer anzutreiben.

## Innovationen bei Textilmaschinen
Murray gelangen wichtige Verbesserungen bei Maschinen zum Hecheln und Spinnen von Flachs. Hecheln ist die Vorbereitung des Flachses zum Spinnen. Dabei werden die Flachsfaser gespalten und begradigt. Für seine Hechelmaschine bekam er die Goldmedaille der Royal Society of Arts im Jahre 1809. Zum Zeitpunkt der Erfindungen war der Handel mit Flachs gerade dabei zum Erliegen zu kommen, da die Spinner nicht mehr in der Lage waren gewinnbringend Garn zu produzieren. Wegen Murrays Maschinen kam es zu Kostensenkungen im Produktionsprozess und zu verbesserter Qualität der Produkte, sodass der britische Leinen-Handel eine solide Grundlage hatte. Die Herstellung von Textilmaschinen wurde ein wichtiger Zweig des produzierenden Gewerbes in Leeds. Sie wurden in großen Mengen produziert, sowohl für die Nutzung im Inland als auch für den Export, was zu Zahlreichen Arbeitsplätzen für hochqualifizierte Handwerker führte.

## Hydraulische Pressen
1814 erhielt Murray ein Patent auf eine hydraulische Presse zum Verballen von Tuch. Bei dieser Presse bewegten sich die beiden Werkzeughälften gleichzeitig aufeinander zu, was eine Verbesserung darstellte gegenüber der Presse von Joseph Bramah. 1825 konstruierte Murray eine Presse zum Testen von Ketten für eine Schifffahrtsbehörde (Navy Board). Sie war 34 Fuß lang und konnte eine Kraft von 1000 Tonnen aufbringen. Sie wurde kurz vor Murrays Tod fertiggestellt.

## Tod

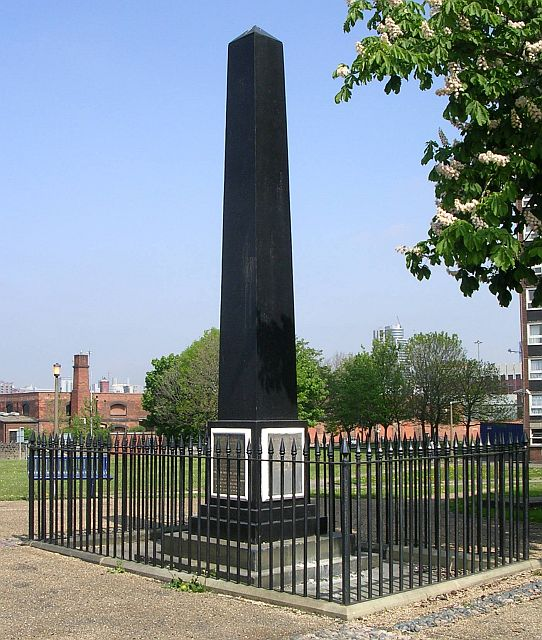
Denkmal für Murray in Holbeck

Murray starb am 20. Februar 1826 im Alter von Sechzig. Er wurde beerdigt auf dem Friedhof der Kirche St. Matthew in Holbeck. Auf seinem Grab befindet sich ein gusseiserner Obelisk der von der Round Foundry hergestellt wurde. Sein Unternehmen bestand noch bis 1843. Mehrere bekannte Ingenieure wurden dort ausgebildet, darunter Benjamin Hick, Charles Todd (Astronom), David Joy and Richard Peacock.
Aufgrund seiner guten Konstruktionen und seiner Handwerkskunst, liefen mehrere seiner Mühlen über 80 Jahre lang, eine davon die in Zweitverwendung bei der Reparaturwerkstatt des Bahnhofs King’s Cross lief über ein Jahrhundert lang.
Murrays einziger Sohn Matthew (1793–1835) begann eine Lehre in der Round Foundry und wanderte nach Russland aus. Dort gründete er ein Gewerbe in Moskau, wo er im Alter von 42 Jahren starb.

## Bibliografie
- Mike Chrimes: Matthew Murray. In: A. W. Skempton u. a. (Hrsg.): A Biographical Dictionary of Civil Engineers. Vol 1, Thomas Telford, London 2002, ISBN 0-7277-2939-X, S. 461–462.
- G. Cookson: Early Textile Engineers in Leeds, 1780–1850. In: Publications of Thoresby Society. Band 4, 1994, S. 40–61.
- Walter English: The Textile Industry: An Account of the Early Inventions of Spinning, Weaving, and Knitting Machines. (= Industrial Archaeology. Volume 4). Longmans, Harlow 1969, OCLC 499966626, S. 157–160.
- Ernest Kilburn Scott: Matthew Murray: Pioneer Engineer. Records from 1765 to 1826. E. Jowett, Leeds 1928, OCLC 1686282.
- Joseph Wickham Roe: English and American Tool Builders. Yale University Press, New Haven, Connecticut 1916, LCCN 16011753. (Nachdruck: McGraw-Hill, New York / London 1926 (LCCN 27-24075); und Lindsay Publications, Bradley, Illinois, ISBN 978-0-917914-73-7.)
- L. T. C. Rolt: Great Engineers. G. Bell and Sons, London 1962, OCLC 460171705.
- Samuel Smiles: Industrial Biography. (1861). John Murray, London 1901.
- Alex J. Warden: The Linen Trade: Ancient and Modern. (1864). Longman, Green, Longman, Roberts & Green, London 1967, OCLC 9078821, S. 690–692.